# Swissrail
Die Swissrail Industry Association ist eine Vereinigung der Schweizer Bahnindustrie. 
Sie vereinigt über 130 Schweizer Unternehmen, die weltweit Dienstleistungen erbringen und Produkte für den Schienenverkehr produzieren. Die Mitglieder sind in vier Fachbereichen tätig; diese reichen von der Planung über den Bau von Infrastrukturen, die Stromversorgung, Leit-, Verkaufs- und Sicherungssysteme, Rollmaterial bis zu Werkstätteneinrichtungen.
Die Zielsetzungen und Tätigkeiten der Swissrail sind folgende: 
- Unterstützung von Transportunternehmen und Regierungsstellen bei der Suche nach dem geeigneten schweizerischen Partner
- Vertretung der Interessen der Mitglieder in Politik und Wirtschaft
- Exportförderung
- Organisation von Auftritten an Messen weltweit
- Verfolgen des internationalen Ausschreibungsmarktes
- Sammeln marktrelevanter Informationen für die Mitglieder
- Sicherstellung der Finanzierung grosser Auslandsprojekte

Die Geschäftsführung hat Andreas Haas inne. Präsident des Verbandes ist Peter Jenelten (PCS Holding AG), Vizepräsident ist Dr. Armin Raiber (3A Composites Mobility AG). Der designierte Präsident (ab September 2023) ist Christian Schnyder (Sersa Group AG).

## Geschichte
Den Grundstein zur Swissrail Industry Association legte im Jahr 1977 der Verein Schweizerischer Maschinen-Industrieller (VSM) unter dem Vorsitz des damaligen Delegierten der Eidgenossenschaft für Handelsverträge. Es schlossen sich 37 Firmen an mit dem Ziel der Exportförderung: „Durch gemeinsame Anstrengungen im Auslande gilt es, die empfindlichen Lücken zu schliessen, die infolge der rückläufigen Investitionstätigkeit der Betriebe des öffentlichen Verkehrs in der Schweiz bereits entstanden sind und noch entstehen werden.“
Seit 2010 ist die Swissrail Mitglied der Litra und seit 2012 Mitglied des Wirtschaftsdachverbandes Economiesuisse.